# カストロ・デ・レイ

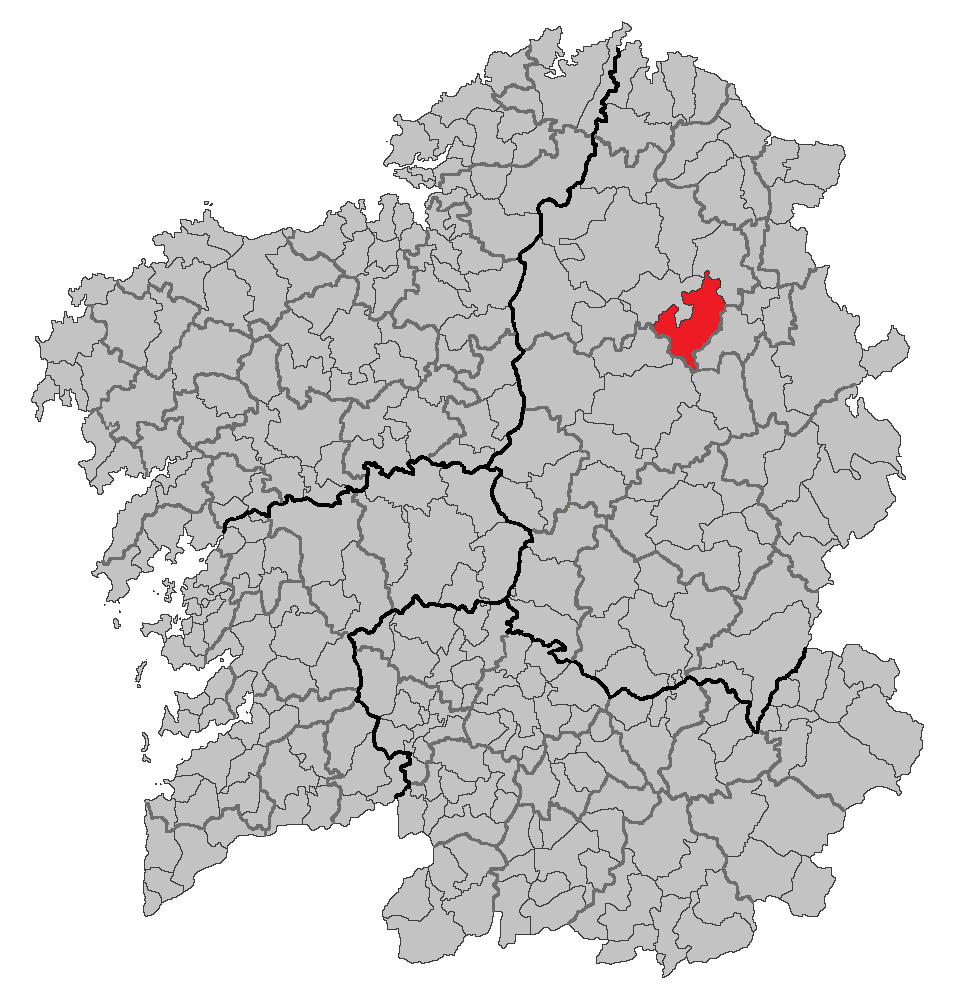

カストロ・デ・レイ（Castro de Rei）は、スペイン、ガリシア州、ルーゴ県の自治体、コマルカ・ダ・テーラ・チャに属す。ガリシア統計局によれば、2009年の人口は5,685人（2006年:5,785人、2005年:5,779人、2004年:5,856人、2003年:5,902人）。住民呼称はcastrexo/-a。カスティーリャ語による表記はCastro de Rey。
ガリシア語話者の自治体住民に占める割合は98.78％（2001年）。

## 地理
カストロ・デ・レイはルーゴ県の中部に位置し、コマルカ・ダ・テーラ・チャに属する。北がア・パストリーサ、東がポルと、南がカストロベルデ、ルーゴ、オウテイロ・デ・レイと、西がコスペイトの各自治体と隣接、自治体の中心地区はカストロ・デ・レイ教区のカストロ・デ・レイ地区。

### 人口
| カストロ・デ・レイの人口推移 1900－2010                 |
|                                                         |
| 出典:INE（スペイン国立統計局）1900年 - 1991年、1996年 - |

## 政治
自治体首長はガリシア社会党（PSdeG-PSOE）のフアン・ホセ・ディアス・バリーニョ（Juan José Díaz Valiño）、自治体評議員は、ガリシア国民党（PPdeG）：6、ガリシア社会党：4、ガリシア民族主義ブロック（BNG）：2、TEGA（Terra Galega、ガリシアの大地）：1となっている（2007年の自治体選挙の結果、得票順）。

## 史跡・名所

### アンセマール教区
- 巨石文化時代の遺構。
- ビラ・デ・アルカス（Vila de Arcas） - 古代ローマ時代のヴィラの遺構。

### ア・アスマラ教区
- カストロ・ダ・アスマラ（Castro da Azúmara） - 古代カストロ文化時代の住居跡、カストロ。

### カストロ・デ・レイ教区
- カストロ・デ・カストロ・デ・レイ（Castro de Castro de Rei） - 古代カストロ文化時代の住居跡、カストロ。
- カストロ・デ・レイ城（Castelo de Castro de Rei） - 14世紀後半の城、現在は塔のみが残されている。

### ドゥアリーア教区
- カストロ・デ・ドゥアリーア（Castro de Duarría） - 古代カストロ文化時代の住居跡、カストロ。

### ロエンティア教区
- カストロ・デ・ドゥアリーア（Castro de Loentia） - 古代カストロ文化時代の住居跡、カストロ。

### リベイラス・デ・レア教区
- 巨石文化時代の遺構。

### サンタ・ロカイア教区
- 巨石文化時代のネクロポリス（共同墓地）。
- カストロ・ダ・エスクリータ・デ・サンタ・ロカイア（Castro da Escrita de Santa Locaia） - 古代カストロ文化時代の住居跡、カストロ。

### ビラドンガ教区
- カストロ・デ・ビラドンガ（Castro de Viladonga） - 古代カストロ文化時代の住居跡、カストロ。

## 教区
カストロ・デ・レイは25の教区に分けられる。太字は自治体中心地区のある教区。
- アンセマール（サン・サルバドール）
- ア・アスマラ（サン・ショアン）
- バルモンテ（サン・サルバドール）
- バサール（サン・ペドロ）
- ベンディア（サン・ペドロ）
- カストロ・デ・レイ（サン・ショアン）
- コエア（サン・サルバドール）
- ドゥアンコス（サンタ・マリーア）
- ドゥアリーア（サンティアーゴ）
- ドゥンピン（サンタージャ）
- ゴベルノ（サン・マルティーニョ）
- ロエンティア（サント・エステーボ）
- ルドリオ（サンタ・マリーア）
- モンダリス（サンティアーゴ）
- オウテイロ（サンタ・マリーア）
- パシオス（サン・サルバドール）
- プレベソス（サント・エステーボ）
- キンテーラ（サンタ・マリーア）
- ラミル（サンタ・マリーニャ）
- リベイラス・デ・レア（サン・ショアン）
- サン・シアーオ・デ・モス（サン・シアーオ）
- サンタ・コンバ・デ・オリソン（サンタ・コンバ）
- サンタ・ロカイア（サン・ペドロ）
- トリバー（サン・ペドロ）
- ビラドンガ（サンティアーゴ）